# Nintendo Player
Nintendo Player est un ancien magazine de jeux vidéo essentiellement spécialisé dans les consoles Nintendo en France, et notamment dans les solutions et les plans de jeux. Comme son nom l'indique, ce magazine est en quelque sorte le petit frère de Player One, avec lequel il a en commun certains rédacteurs ainsi que l'éditeur, Média Système Édition.
Le magazine, créé en 1991, change de nom en 1995 pour Ultra Player, puis cesse de paraître début 1997 au bout de 39 numéros. Fin 1997, le magazine revient sous le nom de 64 Player avec une nouvelle numérotation. Après un rythme de parution variable, ce nouveau magazine cesse définitivement de paraître fin 1999 après 8 numéros.
Principalement orienté Nintendo, le magazine obtient un statut officiel approuvé par Nintendo pendant une période s'étendant de mi-1993 à début 1995, soit 17 numéros. Le magazine connaît par ailleurs une courte période pendant laquelle il devient multi-constructeurs, entre juillet 1996 et janvier 1997, comptabilisant 4 numéros.

## Historique
En octobre 1991 avec la parution du premier numéro, le magazine Les jeux NINTENDO par PLAYER, bimestriel, est lancé. Il est présenté comme « un numéro entier de Player One consacré aux seuls jeux Nintendo », avec la vocation de fournir des plans, trucs et aides de certains jeux ainsi que de présenter une sélection des meilleurs jeux.
Le magazine est renommé en Nintendo Player à partir du 11e numéro en juillet 1993, et il est devenu « approuvé officiellement par Nintendo », comme en témoignait la présence d'un logo en forme de sceau sur la couverture. Il avait ainsi le statut de magazine officiel Nintendo. Il est ensuite devenu mensuel à partir du 12e numéro en septembre 1993. Il est repassé bimestriel à partir du 27e numéro en janvier 1995. Puis, en mars 1995 avec le 28e numéro, le magazine a de nouveau changé de nom pour Ultra Player, en référence à Ultra 64, le nom sous lequel était connu la console Nintendo 64, pas encore sortie à l'époque,. Le magazine perd alors le sceau Nintendo.
Le magazine Ultra Player a par la suite changé d'orientation, à partir de juillet 1996 avec le 36e numéro, pour couvrir l'ensemble des consoles, c'est-à-dire y compris la PlayStation de Sony et la Saturn de Sega. Ce choix s'expliquait par la raréfaction du marché des jeux sur consoles Nintendo existantes (Game Boy et Super Nintendo) au profit des concurrents, alors que la  Nintendo 64 se faisait attendre. Cependant, après le 39e numéro sorti en janvier 1997, le magazine s'arrêta de paraître. Les raisons sont probablement financières. Les explications fournies évoquent des taxes trop importantes,.
Le magazine Ultra Player a été ensuite repris partiellement en tant que section dans le magazine Player One à partir de mars 1997. Cette partie consacrée essentiellement aux aides de jeux s'appelait Ultra Player One et a perduré dans le magazine jusqu'à novembre 1997. Entretemps, la Nintendo 64 était sortie et un nouveau magazine de plans et solutions fut finalement publié par l'équipe d'Ultra Player, avec une nouvelle numérotation. Ce magazine, consacré à la Nintendo 64, parut à partir d'octobre 1997 et était nommé N64 Player. À partir du 2e numéro, paru en décembre 1997, le nom fut changé pour 64 Player, pour des raisons légales vis-à-vis de Nintendo,.
Le rythme de parution de 64 Player était assez erratique, établi en fonction des sorties de jeux. Ainsi, après les 2 numéros parus fin 1997 il y a eu 2 numéros en 1998 et 4 numéros en 1999. Si la plupart des numéros étaient consacrés uniquement à la Nintendo 64, les deux derniers étaient principalement consacrés à la Game Boy. Après le 8e numéro, paru en novembre 1999, le magazine cessa de paraître. Player One disparut également peu après avec sa maison d'édition, début 2000, ce qui mit un point d'arrêt définitif à tout espoir de nouvelle parution.

## Dénominations
Le magazine Nintendo Player a porté trois noms différents :
- du 1er au 10e numéro (octobre 1991 – mai 1993) : Les Jeux Nintendo par Player ;
- du 11e au 27e numéro (juillet 1993 – janvier 1995) : Nintendo Player ;
- du 28e au 39e numéro (mars 1995 – janvier 1997) : Ultra Player.

Le magazine 64 Player a porté deux noms différents :
- le 1er numéro (octobre 1997) : N64 Player ;
- du 2e au 8e numéro (décembre 1997 – novembre 1999) : 64 Player.